# Raphia illarioni
Raphia illarioni är en fjärilsart som beskrevs av Nikolai Nikolaievich Filipjev 1937. Raphia illarioni ingår i släktet Raphia och familjen nattflyn. Inga underarter finns listade.